# El Radical (Reus)
El Radical fue un periódico español editado en Reus (Tarragona) de 1911 a 1924 y de 1935 a 1936.

## Historia
Apareció en 1911. Se publicaba a cuatro páginas de 55 por 39 cm y a cinco columnas en la imprenta Rabassa y Estivills.
Tuvo por redactor jefe a José Munto y por colaboradores a Luis Ruvira, Miguel Roca, Ramón Busquer Ferrer, Juan Olivé Vallverdú, José Roset, Salvador Minguijón, Carlos Molóns y Lleó, Antonio Armengol, Enrique Prats Plana (presbítero), Juan Viza y José Vandellós. En su segunda etapa figuraron entre sus redactores nombres como los de Pedro Miralles Casals y José Nogués de Porta.
En sus inicios publicó algunos números con fotograbados, dedicados a Don Jaime y a la festividad de la Semana Santa.
En 1913 comenzaron los trabajos para fundirse con La Reconquista, semanario jaimista de Tarragona, y publicar un diario titulado El Eco de la Provincia; pero, de acuerdo con Navarro Cabanes, no cuajó la idea. En octubre de 1919 El Radical se fusionó finalmente con La Reconquista con el objetivo de unificar la acción periodística tradicionalista en la provincia de Tarragona. No obstante, se conservaron los nombres de ambos semanarios, incluyéndose las dos cabeceras en el mismo periódico.
El Radical y La Reconquista apoyaron la reorganización del tradicionalismo mellista surgida de la asamblea de Badalona de 1920, reconociendo la jefatura regional de Cataluña de Teodoro de Mas y Nadal, de quien publicarían una entrevista en junio de 1922.
Desapareció en 1924, pero reapareció brevemente en 1927 y nuevamente en 1935, ya durante la Segunda República, siendo uno de los cuatro periódicos tradicionalistas de la provincia junto con El Correo de Tortosa, dirigido por José Bru; Joventut de Valls, dirigido por Tomás Caylá; y La Tradición de Tortosa, dirigido por José Monllaó.
Durante su última etapa el semanario se ocupó básicamente de las actividades políticas, culturales y religiosas de los carlistas de Reus (organizados en torno al Círculo Tradicionalista) y comarcas cercanas, informando de actos políticos, conferencias y campañas electorales. En el capítulo de la propaganda política divulgaba las ideas básicas del tradicionalismo, centrándose en la defensa de la Iglesia, la moral (criticaba la pornografía y las malas costumbres), la monarquía corporativa y el orden social, al tiempo que atacaba el parlamentarismo liberal, el sistema electoral, la Constitución republicana, las izquierdas o el separatismo. También trató temas históricos, en particular sobre la historia del carlismo, con las memorias de Tomás de Aquino Grau y otros textos publicados en «Retalls d'Història».
Algunos de sus artículos se titulaban «Actuació Judaico-Maçònica» (Carlets), «Liberalismo» (Facibio), «Contra el Parlamentarisme» (Editorial), «Monarquía» (Ferran d'Arles) o «La conquista del poder», «El mito del pacifismo» y «Bases mínimas para una futura unión contrarrevolucionaria» (P. Miralles Casals).